# Nesobasis monticola
Nesobasis monticola – gatunek ważki z rodziny łątkowatych (Coenagrionidae). Endemit Fidżi; stwierdzony na wyspach Viti Levu i Ovalau. Opisał go T.W. Donnelly w 1990 roku w oparciu o okazy samców i samic odłowione w latach 1972–1980 na czterech stanowiskach – trzech na Viti Levu i jednym na Ovalau.